# قاسم أباد (دشتياري)
قاسم أباد (بالفارسية: قاسم‌آباد) هي قرية تقع في قسم باهوكلات الريفي (مقاطعة تشابهار) في إيران. يقدر عدد سكانها بـ 177 نسمة بحسب إحصاء 2016.